# Eda glasmuseum

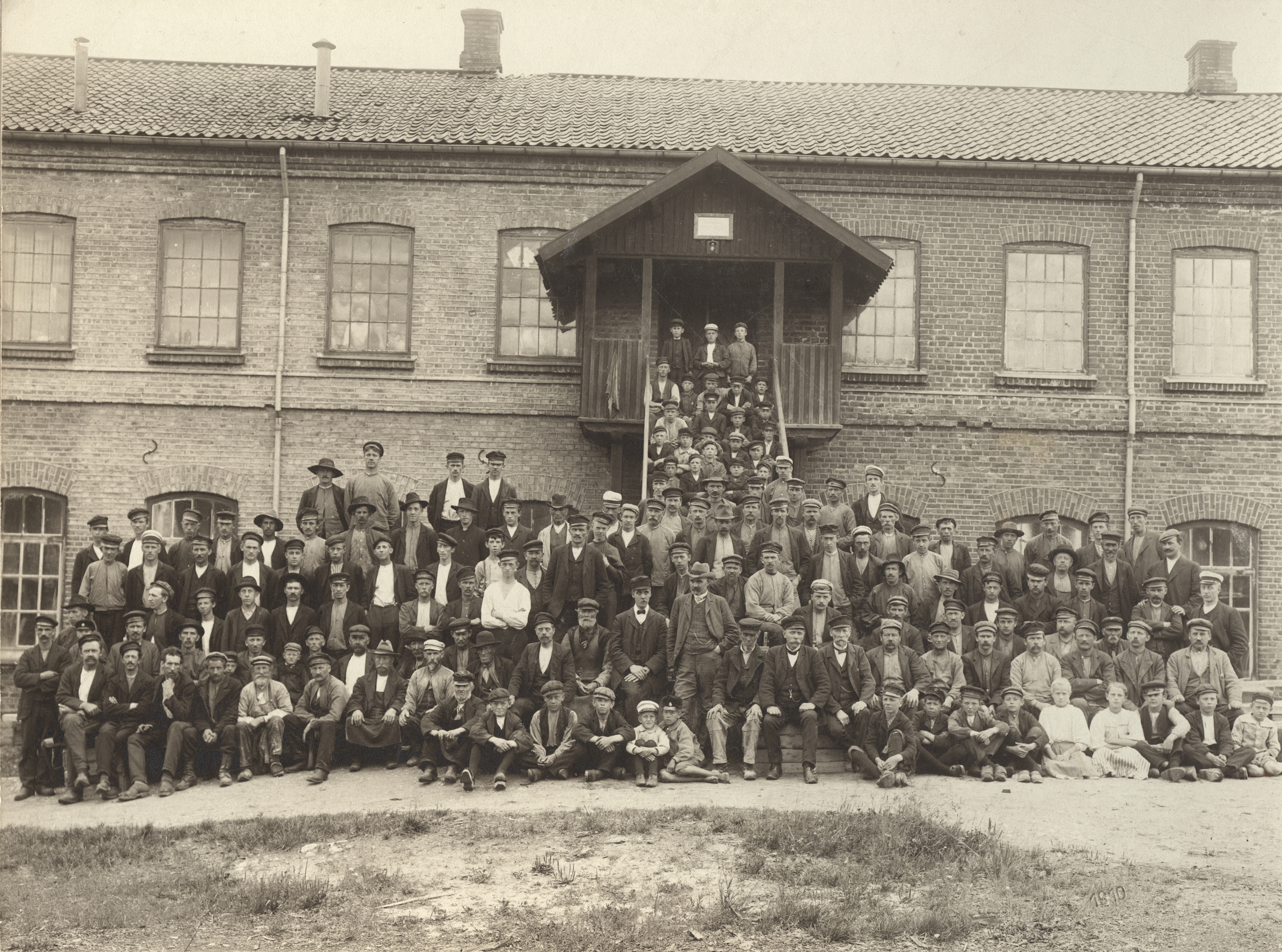
Anställda vid Eda Glasbruk år 1910.

Eda glasmuseum i Värmland grundades år 2000 av Eda Glasbruksförening. Museet är inrymt i det som en gång var Folkets Hus i orten Eda glasbruk. Byggnaden är ritad av Ludvig Matsson och stod färdig 1927. Museet invigdes av Gudrun Wahlqvist från Statens kulturråd. 
Museet visar blåst och pressat hushållsglas som tillverkats i glasbruket mellan åren 1835 och 1953 samt verktyg och fotografier från verksamheten.